# 妙音菩萨
妙音菩薩 （Gadgadasvara），出自大乘佛教妙法蓮華經第二十四品。其化身無量，以絕妙的聲音度化十方眾生，弘揚佛法。 通

## 妙音菩薩品
〈妙音菩薩品〉，是《妙法蓮華經》（七卷本）中的第二十四品
。由姚秦鳩摩羅什譯長行，隋闍那崛多和笈多補譯偈頌。敘述變現34身，說《法華經》的妙音菩薩，從東方淨光莊嚴國來到靈鷲山，禮拜釋尊及多寶佛塔，以顯宣說《法華經》的重要意義。